# Songs of a Lost World
Songs of a Lost World är den engelska rockgruppen The Cures fjortonde studioalbum, utgivet den 1 november 2024. Det är The Cures första studioalbum sedan 4:13 Dream, utgivet 2008, och det första med gitarristen Reeves Gabrels. Albumet utgavs på LP, CD och kassettband. Det utgavs därtill en deluxe-utgåva.

## Låtlista
Alla låtar är skrivna och komponerade av Robert Smith. 
| Nr           | Titel                   | Längd |
| ------------ | ----------------------- | ----- |
| 1.           | Alone                   | 6:48  |
| 2.           | And Nothing Is Forever  | 6:53  |
| 3.           | A Fragile Thing         | 4:43  |
| 4.           | Warsong                 | 4:17  |
| 5.           | Drone:Nodrone           | 4:45  |
| 6.           | I Can Never Say Goodbye | 6:03  |
| 7.           | All I Ever Am           | 5:21  |
| 8.           | Endsong                 | 10:23 |
| Total längd: | Total längd:            | 49:13 |

## Medverkande

### The Cure
- Robert Smith – sång, gitarr, sexsträngad basgitarr, keyboard
- Simon Gallup – basgitarr
- Jason Cooper – trummor, slagverk
- Roger O'Donnell – keyboard
- Reeves Gabrels – gitarr